# 仏教音楽に関する人物と団体の一覧

## 研究者（五十音順）
- 飛鳥寛栗
- 天納傳中
- 新井弘順
- 岩井宗一
- 大谷紀美子
- 小野功龍
- 小野真
- 近藤静乃
- 澤田篤子
- 新堀歓乃
- 竹内淳有
- 田村菜々子
- 播磨照浩
- 福本康之
- 水谷夢江
- 山口篤子

## 作詞家（五十音順）
- 赤松月船
- 江崎小秋
- 大谷範子
- 大谷嬉子
- 長田恒雄
- 北原白秋
- 九条武子
- 権藤花代
- 小谷徳水
- 小林一郎
- 坂村真民
- サトウハチロー
- 土岐善麿
- 友松円諦
- 中川正文
- 野口雨情
- 毛利忠義

## 作曲家（五十音順）
- 石渡日出夫
- 伊藤完夫
- 大栗裕
- 大谷千正
- 片岡良和
- 古賀政男
- 古関裕而
- 小松清[1][2]
- 澤康雄
- 清水脩
- 田中昭徳
- 團伊玖磨
- 鳥居伸光
- 中田喜直
- 中山晋平
- 信時潔
- 野村成仁
- 橋本國彦
- 服部正
- 林良夫
- 菱山正太
- 日高修
- 平井康三郎
- 平田聖子
- 弘田龍太郎
- 藤井清水
- 藤井制心
- 坊田壽眞
- 前田智子
- 松下眞一
- 松島龍戒
- 本居長世
- 森正隆
- 山田耕筰

## 演奏家（五十音順）
- 赤坂陽月
- 安藤常光
- 伊藤繁
- 大分哲照
- 大八木正雄
- 花月真
- ガハプカ奈美
- 権藤圓立
- 姜暁艶
- 南荘宏

## その他（五十音順）
- 大谷光暢
- 大谷智子
- 沼田恵範

## 団体（五十音順）
- 大谷楽苑
- 現代仏教音楽研究会
- 浄土真宗本願寺派総合研究所（仏教音楽・儀礼研究室）
- 真宗大谷派合唱連盟
- 日本仏教童謡協会
- 仏教音楽協会
- 仏教伝道協会
- 密厳流遍照講